# Герузија
Герузија је било веће стараца (сенат) у античкој Спарти.

## Историја
Герузију је чинило 28 стараца старијих од шездесет година. Функција је била изборна. Два спартанска базилеуса такође су улазила у састав герузије. Геронти су водили све послове спартанске заједнице; вршили функцију врховног суда и ратног савета (саветодавно тело базилеуса). Положај герузије утврдио је спартански законодавац Ликург. 